# Hachi Kamath, Bhalki
Hachi Kamath là một làng thuộc tehsil Bhalki, huyện Bidar, bang Karnataka, Ấn Độ.